# Suojärvi (sjö i Haapavesi, Norra Österbotten)
Suojärvi är en sjö i kommunen Haapavesi i landskapet Norra Österbotten i Finland. Sjön ligger 119,7 meter över havet. Arean är 1,17 kvadratkilometer och strandlinjen är 5,47 kilometer lång. Sjön  ingår i Pyhäjoki älvs huvudavrinningsområde.   Den ligger omkring 78 kilometer söder om Uleåborg och omkring 460 kilometer norr om Helsingfors. 